# Солистът (филм, 1980)
Вижте пояснителната страница за други значения на Солистът.
„Солистът“ е български игрален филм (комедия) от 1980 година на режисьора Милен Николов, по сценарий на Лиляна Михайлова. Оператор е Ивайло Тренчев.

## Актьорски състав
- Константин Коцев – Хористът
- Катя Чукова
- Хиндо Касимов
- Георги Кишкилов
- Димитър Бочев - клиент
- Божидар Лечев
- Георги Мамалев – велосипедистът – клиент
- Богдана Вульпе - клиентка
- Хари Тороманов - клиент
- Иван Обретенов - клиент
- Димитър Милушев - бояджията
- Ангел Георгиев - клиент